# Bohrkrätzer
Ein Bohrkrätzer, auch Bohrlöffel, Mehlkratzer oder einfach nur Krätzer genannt, ist ein stabförmiges Werkzeug, das zur Reinigung der Bohrlöcher verwendet wird. Mit dem Krätzer wird das Bohrmehl oder der Bohrschlamm aus den Bohrlöchern entfernt.

## Aufbau und Form
Der Bohrkrätzer besteht zunächst aus einem dünnen Eisenstab. Hierfür wird ein Eisendraht verwendet. An dem einen Ende des Eisenstabes ist ein krummes Blättchen angebracht. Dieses Blättchen hat die Form eines flachen Löffels und dient dazu, das Bohrklein aus dem Bohrloch zu entfernen. Das Blättchen ist rechtwinklig an dem Eisenstab angebracht. An der anderen Seite des Krätzers befindet sich ein schraubenartiges Gewinde, mit dem das Bohrmehl aufgelockert und teilweise aus dem Bohrloch herausgezogen werden kann. Außerdem lässt sich an diesem Ende ein Lappen befestigen, um das Bohrloch ganz zu reinigen. Es gibt auch Krätzer, bei denen jeweils nur ein Ende mit einer Reinigungsfunktion versehen ist.